# Amaxia
Amaxia is een geslacht van vlinders van de familie spinneruilen (Erebidae).

## Soorten
- A. apyga Hampson, 1901
- A. beata Dognin, 1909
- A. bella Schaus, 1905
- A. carinosa Schaus, 1920
- A. collaris Jones, 1912
- A. consistens Schaus, 1905
- A. corata Schaus, 1921
- A. chaon Druce, 1883
- A. disconsistens Dognin, 1923
- A. duchatae de Toulgoët, 1987
- A. dyuna Schaus, 1896
- A. egaensis Seitz, 1921
- A. elongata de Toulgoët, 1987
- A. erythrophleps Hampson, 1901
- A. fallaciosa de Toulgoët
- A. fallax de Toulgoët, 1998
- A. flavicollis Rothschild, 1909
- A. flavipuncta Hampson, 1904
- A. gnosia Schaus, 1905
- A. hebe Schaus, 1892
- A. inopinata de Toulgoët
- A. kennedyi Rothschild, 1909
- A. klagesi Rothschild, 1909
- A. laurentia Schaus, 1905
- A. lepida Schaus, 1912

- A. manora Druce, 1906
- A. ockendeni Rothschild, 1909
- A. ornata de Toulgoët, 1989
- A. osmophora Hampson, 1901
- A. pandama Druce, 1893
- A. pardalis Walker, 1855
- A. perapyga Rothschild, 1922
- A. peruana Rothschild, 1916
- A. pseudamaxia Rothschild, 1917
- A. pseudodyuna Rothschild, 1922
- A. pulchra Rothschild, 1909
- A. punctata Rothschild, 1909
- A. pyga Schaus, 1892
- A. reticulata Rothschild, 1909
- A. theon Druce, 1900
- A. tierna Schaus, 1920
- A. violacea Reich, 1933